# Territoriale prelatuur Tromsø
De Territoriale prelatuur Tromsø (Latijn: Territorialis Praelatura Tromsoeanus, Noors: Tromsø katolske stift) is een in Noorwegen gelegen rooms-katholieke territoriale prelatuur met zetel in de stad Tromsø.

## Organisatie
De prelatuur staat als immediatum onder rechtstreeks gezag van de Heilige Stoel. De prelatuur wordt geleid door een bisschop, maar heeft niet de status van een bisdom. Omdat de term prelatuur in Noorwegen ongebruikelijk is wordt de aanduiding "stift" (sticht) gebruikt. In de praktijk functioneert het echter als een regulier bisdom. Het omvat Noord-Noorwegen (Nordland, Troms en Finnmark), met een oppervlakte van 175.000 km² (inclusief Spitsbergen en de Noordkaap). Er wonen echter slechts circa 3.000 katholieken. De prelatuur is verdeeld in zeven parochies: Tromsø, Bodø, Hammerfest, Harstad, Mosjøen, Narvik en Storfjord. De Onze-Lieve-Vrouwekathedraal van Tromsø is de meest noordelijke katholieke kerk ter wereld.

## Geschiedenis
In 1843 werd de Katholieke Kerk in Noorwegen heropgericht als onderdeel van het apostolisch vicariaat Zweden. In 1855 ging Noord-Noorwegen deel uitmaken van de apostolische prefectuur voor het noordpoolgebied met zetel in Alta. Nadat de Noordpoolmissie werd opgeheven werd Noord-Noorwegen (Norvegiae Septemtrionalis) een deel van de apostolische prefectuur Noorwegen. In 1931 verdeelde paus Pius XI het apostolisch vicariaat Noorwegen in drie kerkrechtelijke districten. Noord-Noorwegen werd een missiegebied. Op 10 maart 1944 werd het gebied door paus Pius XII met de bul Maioris dignitatis verheven tot apostolische prefectuur. Op 18 februari 1955 werd de prefectuur met de bul Quoniam arcana verheven tot apostolisch vicariaat en op 28 maart 1979 verhief paus Johannes Paulus II het vicariaat tot territoriale prelatuur Tromsø met de bul Qui volente.

## Prelaten

### Superior van Noord-Noorwegen
- 1931–1932: Henrik Irgens (apostolisch administrator)
- 1932–1939: Johannes Starke MSF
- 1939–1944: Johann Wember MSF

### Apostolisch prefect van Noord-Noorwegen
- 1944–1955: Johann Wember MSF

### Apostolisch vicaris van Noord-Noorwegen
- 1955–1976: Johann Wember MSF
- 1976–1977: Johannes Przyklenk
- 1977: Walter Huijbregts MSF (pro-vicaris)
  - 1977–1979: Gerhard Goebel MSF (apostolisch administrator)

### Prelaat van Tromsø
- 1979–1997: Gerhard Goebel MSF (apostolisch administrator)

- 1997–2006: Gerhard Goebel MSF
  - 2006-2009: sede vacante
- 2009-heden: Berislav Grgić